# Macedóniában történt légi közlekedési balesetek listája
A Macedóniában történt légi közlekedési balesetek listája mind a halálos áldozattal járó, mind pedig a kisebb balesetek, meghibásodások miatt történt, gyakran csak az adott légiforgalmi járművet érintő baleseteket is tartalmazza évenkénti bontásban.

## Macedóniában történt légi közlekedési balesetek

### 1993
- 1993. március 5., Szkopje közelében. A macedón Palair Macedonian Airlines légitársaság 301-es járata, egy Fokker 100-as típusú repülőgép röviddel a felszállást követően lezuhant. A gépen 92 utas és 5 fő személyzet tartózkodott, akik közül 83 fő életét vesztette és 14 fő különböző fokú sérülésekkel túlélte a katasztrófát.[1][2]
- 1993. november 20., Ohrid közelében. Az orosz Aeroflot légitársaságtól lízingelt és az Avioimpex által üzemeltetett 110-es járat, egy Jakovlev Jak–42-es típusú repülőgép Délnyugat-Macedóniában pilótahiba miatt egy hegyoldalnak csapódott. A repülőgépen 108 fő utas, főleg jugoszláv állampolgárok, többségük albán nemzetiségű és 8 fős személyzet utazott. A személyzet tagjai közül 4 fő orosz állampolgárságú, 4 fő pedig macedón állampolgárságú volt. A gépen tartózkodók közül 115 fő életét vesztette a tragédiában, 1 szerb nemzetiségű ember túlélte a balesetet, őt súlyos, életveszélyes sérülésekkel szállították kórházba. Később belehalt sérüléseibe.[3]